# Гуз, Иосиф Иннокентий
 Ио́сиф Инноке́нтий Гуз  (пол. Józef Innocenty Guz OFMConv; 18 марта 1890, Львов, Цислейтания — 6 июня 1940, Заксенхаузен, Бранденбург) — блаженный Римско-Католической Церкви, священник, францисканец, мученик. Входит в число 108 блаженных польских мучеников, беатифицированных римским папой Иоанном Павлом II во время его посещения Варшавы 13 июня 1999 года.

## Биография
25 августа 1908 года вступил в орден францисканцев конвентуальных, приняв монашеское имя Иннокентий. Изучал теологию и философию в Кракове. Был рукоположён в сан священника в 1924 году, после чего занимался пастырской деятельностью во францисканских приходах возле города Львов. После встречи с Максимилианом Кольбе служил с 1933 по 1936 год в известном паломническом богородичном центре Непокалянов, Польша.
В 1939 году был переведён в Гродно, где исполнял обязанности эконома и исповедника во францисканском монастыре. После занятия Западной Белоруссии советскими войсками был помещён под домашний арест в деревне Адамовичи, возле Гродно. 21 марта 1940 попытался перейти польско-германскую границу на территорию оккупированной немецкими войсками Польшу, за что был арестован и интернирован в концентрационный лагерь Заксенхаузен, где погиб 6 июня 1940 года.

## Прославление
13 июня 1999 года был беатифицирован римским папой Иоанном Павлом II вместе с другими польскими мучениками Второй мировой войны.
День памяти — 12 июня.